# Urbanus proteus

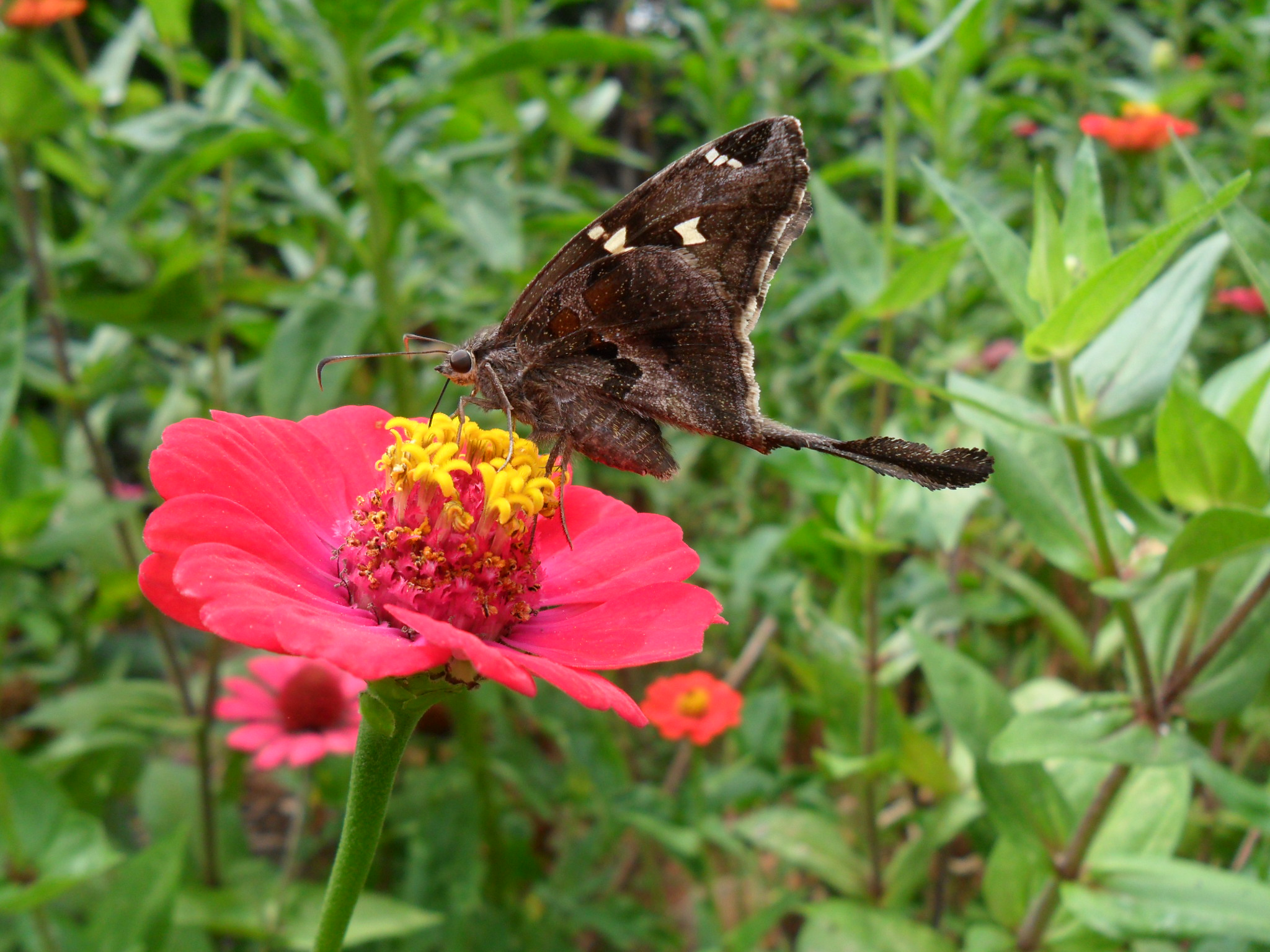
Flügelunterseiten

Urbanus proteus ist ein Schmetterling (Tagfalter) aus der Familie der Dickkopffalter (Hesperiidae). Er kommt von Florida und Texas über Mittelamerika bis nach Südamerika vor.

## Merkmale

### Falter
Die Flügelspannweite der Falter beträgt 45 bis 60 Millimeter. Vorder- und Hinterflügel haben auf Ober- und Unterseite eine braune Grundfarbe. Sie sind mit einigen weißlichen Flecken versehen. Arttypisch ist der bläulich bis grünlich gefärbte Wurzelbereich auf der Flügeloberseite. Auch Thorax und Abdomen zeigen diese Farbe. Die Flügelunterseiten sind braun und nur mit sehr wenigen kleinen, weißen Flecken versehen. Auffällig sind die besonders langen Schwänze am Tornus der Hinterflügel, weshalb die Art im englischen Sprachgebrauch zuweilen auch als Long-tailed Skipper („Langschwänziger Dickkopffalter“) bezeichnet wird.

### Ei
Die Eier sind bei der Ablage weißlich, nehmen aber schon bald eine gelbliche Farbe an und werden in Gruppen von bis zu 20 Stück meist auf der Unterseite von Blättern einer Nahrungspflanze abgelegt. Auf der Oberfläche befinden sich viele Längsrippen.

### Raupe
Ausgewachsene Raupen haben eine grünliche Farbe und sind mit zwei gelblichen Seitenlinien versehen. Der gesamte Körper ist sehr fein weißlich bis gelblich punktiert. Am Körperende ist ein kurzes orangefarbenes Segment erkennbar. Kopf und Nackenschild sind schwarzbraun und heben sich deutlich hervor. Am Kopf befindet sich an jeder Seite ein roter Fleck.

### Puppe
Die Puppen haben eine rotbraune Farbe und sind mit einer weißen, wachsartigen Puderschicht überzogen.

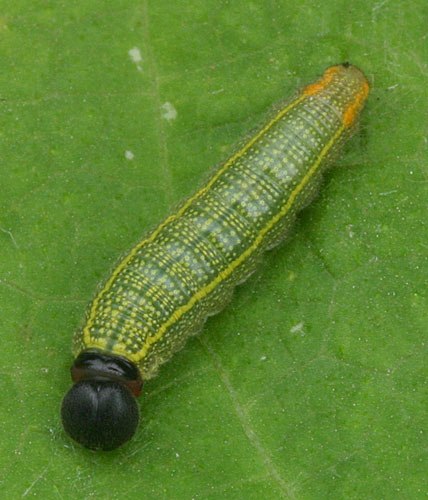
Raupe
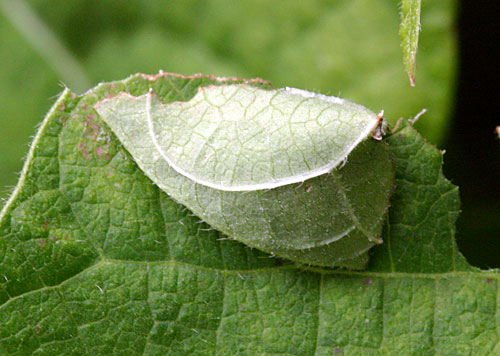
Raupenversteck in gerolltem Blatt
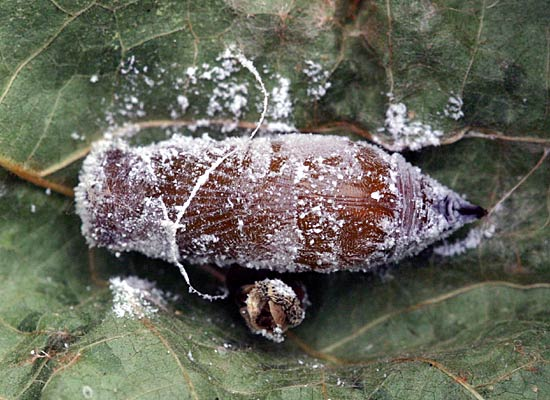
Puppe

## Verbreitung und Vorkommen
Das Verbreitungsgebiet der Art erstreckt sich von Florida und Texas Richtung Süden über den mittel- und südamerikanischen Kontinent. Sie kommt auch auf den Antillen und den Bahamas vor. Als Wanderfalter wurde sie zuweilen auch in nördlicher gelegenen US-amerikanischen Bundesstaaten, beispielsweise in Connecticut und Michigan nachgewiesen. Urbanus proteus besiedelt bevorzugt offene Garten- und Feldlandschaften.

## Lebensweise
Die Falter fliegen in mehreren Generationen das ganze Jahr hindurch. Die Raupen ernähren sich von den Blättern verschiedener Hülsenfrüchtler (Fabaceae). Sie leben in Nestern aus zusammengerollten und versponnenen Blättern, weshalb die Art im englischen Sprachgebrauch neben Long-tailed Skipper auch als Bean Leafroller (frei übersetzt: „Bohnen-Blattwickler“) bezeichnet wird. An Gartenbohnen (Phaseolus vulgaris) können sie zuweilen schädlich werden.

## Unterarten
Neben der Nominatform Urbanus proteus proteus wird auf Grenada und Haiti die Unterart Urbanus proteus domingo gefunden.

## Belege